# Dziady Żoliborskie
Dziady Żoliborskie – warszawska formacja powstała jesienią 1996 roku z inicjatywy Piotra Łojka (koordynatora projektu) i Tomasza Konopińskiego. Zarówno swą nazwą jak i formą wykonywanej muzyki nawiązuje do obrzędowych tradycji pogańskich. Łączy instrumentarium elektroniczne z dźwiękami naturalnymi. Muzycy równie chętnie budują swoje brzmienia na eksperymentach z oryginalną akustyką (jak np. podziemia zamku w Olsztynie, kościół przy ATK na warszawskich Bielanach), zapraszają do wykonań zwierzęta o ciekawych głosach, jak parają się parodiami paramedialnymi czy quasi-kabaretowymi, jednak pozbawionymi formy czysto wokalnej. Elementy kluczowe tej muzyki to improwizacja, polimetria, polifonia i melodyjność.

## Skład
Stały skład zespołu tworzą:
- Tomasz Konopiński –  poeta, ironista, autor tekstów, konferansjer warszawskiej Nocy Poetów, filmowiec, znawca kinematografii, wykonawca pieśni ludowych, zwłaszcza ukraińskich, łemkowskich i warszawskich, założyciel i główna postać zespołu Varsovyn, muzyk grupy Sstil, współpracownik zespołu Trawnik.

- Aleksander Korecki – absolwent Akademii Muzycznej we Wrocławiu w klasie fletu, saksofonista grający głównie na alcie, znany z udziału w projektach zarówno jazzowych, jak rockowych i reggae'owych (Young Power, Tie Break), współpracy z Bronisławem Dużym, Włodzimierzem Kiniorskim, Tymonem Tymańskim, Robertem Janowskim, grupami Tilt, Shakin’ Dudi, Elektryczne Gitary, Wilki, Neuma, Brygada Kryzys, Immanuel, Progrram. Prowadzi własny zespół Z Całym Szacunkiem Dzika Świnia.

- Piotr Łojek – założyciel, muzyk i autor części piosenek zespołu Elektryczne Gitary, współpracujący z Zacierem Mirosława Jędrasa, Orkiestrą Na Zdrowie Jacka Kleyffa, Tadeuszem Sudnikiem, Ryszardem Lateckim, Indią Czajkowską, Kazikiem Staszewskim, grupami Immanuel i Beauty Free.

Do udziału w zespole często zapraszani są goście. Na podwójnym albumie Najduchy drugi krążek poświęcony jest autorskiej prezentacji poety Jacka Podsiadły, w nagraniach uczestniczyli też Daniel Rojek, Marcin Rybak, Tadeusz Sudnik, Jacek Onaszkiewicz, Piotr Wolski, Izabela Ziółek, Kuba Sienkiewicz, Bronisław Ejmont i Kimi Koziolini.

## Dyskografia
Dyskografia Dziadów składa się z kilkunastu płyt wydanych jako CD-R przez niezależną wytwórnię Polcud oraz CD Liturgia dźwięku Dziadów Żoliborskich, wydana przez Polonia Records w 2001 r. Przeważającą większość nagrań zespołu dokonano podczas gry na żywo, zarówno w domu, na koncertach, w warunkach naturalnych, jak i w studiu. Pierwsze krążki zespołu to specyficzny akustyczno-elektryczny „noise” z elementami parodystycznymi, jak utwory Wyprowadzanie M.O. w pole czy Bł. Andrzej Popiół, czyli wyścig wojny i pokoju, wypierany z czasem przez breakbeatowo-jazzowe łamańce, próby z muzyką klubową, a w końcu ambient, z początku elektroniczny, a na wspomnianej Liturgii... akustyczny. Podczas dwu wyjazdowych sesji - w roku 2004 i 2008 - zostały na żywo nagrane dwie płyty: ostatnia, WILGA II, z udziałem Indii Czajkowskiej oraz przedostatnia, WILGA I, dostępne są w postaci CD, a także do odsłuchania w całości bezpośrednio na stronie internetowej zespołu.

## Manifest
- 1. Improwizacja;
- 2. Każdy gra na tym, na czym mu się podoba;
- 3. Samplować wyłącznie samego siebie (bądź głosy znajomych, przyrodę itp., w spokoju zostawiwszy obce produkcje);
- 4. Polimetria i polichronia (można być kierowcą i przechodniem jednocześnie; patrz też kubizm - twarz widziana jednocześnie z wielu miejsc), nie mówiąc o nieograniczonej polifonii;
- 5. Odwzorowanie intelektu poprzez trans, wzmocnienie go transem, jak to się dzieje w lampie elektronowej;
- 6. Podobieństwo do zasady nieoznaczoności Heisenberga, która w dobry sposób może określać istotę sztuki (efekt artystyczny wynika z przybliżania się do prawdy, a nieskończenie asymptotyczne dążenie do prawdy powoduje efekt estetyczny u odbiorcy i nieskończoną, choć chwilową rozkosz twórcy).